# James Guy
James Guy, född 26 november 1995 i Bury, Storbritannien, är en brittisk simmare.

## Karriär
Guy vann två guld vid världsmästerskapen i simport 2015.
Vid de olympiska simtävlingarna 2016 tog han två silvermedaljer, den ena på 4×200 meter frisim tillsammans med Stephen Milne, Duncan Scott, and Daniel Wallace, den andra på 4×100 meter medley tillsammans med Adam Peaty, Chris Walker-Hebborn och Duncan Scott.
Vid Europamästerskapen i simsport 2021 tog Guy tre guld som en del av Storbritanniens lag på 4×100 meter medley, 4×100 meter mixed medley och 4×200 meter mixed frisim. Han tog även två silver på 4×100 meter och 4×200 meter frisim, samt ett brons på 100 meter fjärilsim. Vid olympiska sommarspelen 2020 i Tokyo var Guy en del av Storbritanniens lag som tog guld på 4×200 meter frisim samt silver på 4×100 meter medley. Han var även med och tog guld samt satte ett nytt världsrekord med tiden 3.37,58 på 4×100 meter mixed medley tillsammans med Kathleen Dawson, Anna Hopkin och Adam Peaty.
I juni 2022 vid VM i Budapest var Guy en del av Storbritanniens kapplag som tog brons på 4×200 meter frisim och 4×100 meter medley.
I juli 2023 vid långbane-VM i Fukuoka var Guy en del av Storbritanniens kapplag som tog guld på 4×200 meter frisim. I december 2023 vid kortbane-EM i Otopeni tog han silver på 200 meter frisim.

### Fotnoter
1. ↑  ”James Guy - Biography”. http://results.glasgow2014.com. Glasgow 2014 Commonwealth Games. Arkiverad från originalet den 9 januari 2016. https://web.archive.org/web/20160109214816/http://results.glasgow2014.com/athlete/squash/1023765/james_guy.html. Läst 7 augusti 2015.
2. ↑  ”16th FINA World Championships Men's 200m Freestyle”. omegatimning.com. FINA. http://www.omegatiming.com/File/Download?id=00010F020000000202FFFFFFFFFFFF02. Läst 7 augusti 2015.
3. ↑  ”16th FINA World Championships Men's 4x200m Freestyle”. omegatimning.com. FINA. http://www.omegatiming.com/File/Download?id=00010F020000002A02FFFFFFFFFFFF02. Läst 7 augusti 2015.
4. ↑  Baldwin, Alan. (14 augusti 2016). Swimming: Britain enjoys best haul in century. Reuters. Läst 18 maj 2018.
5. ↑  ”European Swimming Championships: GB win silver in men's 4x200m freestyle”. bbc.co.uk. 19 maj 2021. https://www.bbc.co.uk/sport/av/swimming/57179626. Läst 25 maj 2021.
6. ↑  ”Adam Peaty shines as GB keep up perfect mixed medley relay record at European Swimming Championships”. Eurosport. 20 maj 2021. https://www.eurosport.co.uk/swimming/tokyo-2020/2021/adam-peaty-shines-as-gb-keep-up-perfect-mixed-medley-relay-record-at-european-swimming-championships_sto8328446/story.shtml. Läst 25 maj 2021.
7. ↑  ”European Aquatics Championships: Adam Peaty helps Britain win men's 4x100m medley gold”. bbc.co.uk. 23 maj 2021. https://www.bbc.co.uk/sport/swimming/57222492. Läst 25 maj 2021.
8. ↑  ”European Swimming Championships: Great Britain win silver in men's 4x100m freestyle”. bbc.co.uk. 17 maj 2021. https://www.bbc.co.uk/sport/av/swimming/57151685. Läst 25 maj 2021.
9. ↑  ”Great Britain on the podium again with men's relay silver”. swimming.org. 19 maj 2021. https://www.swimming.org/sport/great-britain-silver-europeans/. Läst 25 maj 2021.
10. ↑  ”2021 European Championships: Day 7 Finals Live Recap”. swimswam.com. 23 maj 2021. https://swimswam.com/2021-european-championships-day-7-finals-live-recap/. Läst 25 maj 2021.
11. ↑  ”Team GB men strike Olympic gold in pool again with stunning relay win”. theguardian.com. 28 juli 2021. https://www.theguardian.com/sport/2021/jul/28/team-gb-men-strike-olympic-gold-in-pool-again-with-stunning-relay-win. Läst 30 juli 2021.
12. ↑  ”Resultat – Final” (PDF). olympics.com. Arkiverad från originalet den 1 augusti 2021. https://web.archive.org/web/20210801030359/https://olympics.com/tokyo-2020/olympic-games/resOG2020-/pdf/OG2020-/SWM/OG2020-_SWM_C73B1_SWMM4X100MMD----------FNL-000100--.pdf. Läst 9 januari 2022.
13. ↑  ”Tokyo Olympics: Great Britain win 4x100m mixed medley relay gold”. bbc.co.uk. 31 juli 2021. https://www.bbc.co.uk/sport/olympics/58037439. Läst 9 januari 2022.
14. ↑  ”Alfreton's Jacob Whittle helps Team GB to bronze medal at World Aquatics Championships in Budapest”. derbyshiretimes.co.uk. 24 juni 2022. https://www.derbyshiretimes.co.uk/sport/other-sport/alfretons-jacob-whittle-helps-team-gb-to-bronze-medal-at-world-aquatics-championships-in-budapest-3744182. Läst 25 december 2022.
15. ↑  ”Men's medley relay end World Champs with Budapest bronze”. britishswimming.org. 25 juni 2022. https://www.britishswimming.org/news/latest-swimming-news/mens-medley-relay-end-world-champs-budapest-bronze/. Läst 25 december 2022.
16. ↑  ”Men's 4x200m team on top of the world again”. britishswimming.org. 28 juli 2023. https://www.britishswimming.org/news/latest-swimming-news/mens-4x200m-team-top-world-again/. Läst 17 januari 2024.
17. ↑  ”Samtliga resultat – Europamästerskapen i kortbanesimning 2023” (PDF). esch23.microplustimingservices.com. https://esch23.microplustimingservices.com/assets/pdf/RESULTS_BOOK.pdf. Läst 17 januari 2024.